# SC Schiltigheim
SC Schiltigheim  is een Franse voetbalclub uit Schiltigheim, in het departement Bas-Rhin.

## Geschiedenis
De club werd op 1 maart 1914 opgericht als Sports-Abteilung des Evangelischen Jugendbundes Schiltigheim. In deze tijd behoorde Schiltigheim nog toe aan het Duitse Keizerrijk. In 1915 werd de naam gewijzigd in Fussball-Klub Schiltigheim. Nadat de Elzas in 1919 terug onder Franse vleugels kwam te staan werd de clubnaam gewijzigd in SC de Schiltigheim. In 1937 werd de club kampioen van de DH Alsace.
Na het uitbreken van de Tweede Wereldoorlog werd de Elzas geannexeerd door nazi-Duitsland. Alle clubs uit de Elzas moesten hun clubnaam verduitsen, wat in het geval van Schiltigheim geen grote veranderingen met zich meebracht omdat de naam nog steeds Duits was in tegenstelling tot andere clubs. Omdat het voetbal in Duitsland nog sterk regionaal verdeeld was speelde de club in de hoogste klasse, de Gauliga Elsaß. De kampioen van deze competitie kon deelnemen aan de eindronde om de Duitse landstitel. De competitie was eerst in twee groepen verdeeld en Schiltigheim werd vicekampioen achter Rasen SC Straßburg in groep 1. De volgende seizoenen eindigde de club steevast in de middenmoot. Het laatste seizoen werd niet afgemaakt.
Na de oorlog ging de Elzas andermaal terug naar Frankrijk. De club speelde lange tijd in de DH Alsace, de regionale competitie die in tegenstelling tot Duitsland helemaal niet de hoogste klasse was. In 1991 werd de club kampioen en promoveerde naar de vierde klasse. Na enkele jaren van competitiehervormingen belandde de club in 1928 in de CFA 2, de vijfde klasse. In 2004 promoveerde de club naar de CFA en verbleef daar tot 2007. Na twee degradaties op rij speelde de club weer in de DH Alsace, maar kon meteen terug promotie afdwingen naar de CFA 2. In 2017 promoveerde de club naar de Championnat National 2, waar de club vijf seizoenen speelde. In 2023 degradeerde de club naar de regionale reeksen. 